# Irish League 1923/1924
Třicátý ročník Irish League (1. irské fotbalové ligy) se konal za účasti již nově s deseti kluby. Titul získal poprvé ve své klubové historii Queen's Island FC. 